# Index (nakladatelství)
Index bylo české exilové nakladatelství založené počátkem 70. let 20. století v Kolíně nad Rýnem Adolfem Müllerem a Bedřichem Utitzem.
Nakladatelství INDEX vydalo přes 200 knižních titulů, převážně od spisovatelů po roce 1969 v Československu zakázaných. Mimo jiné zde vyšla první vydání Vaculíkova Českého snáře, Kohoutova Kde je zakopán pes a Katyně či Pelcovo A bude hůř. Vydávalo také časopis LISTY a literární ročenku 150.000 SLOV.